# آسکران
آسکران (به ارمنی: Ասկերան) در ۱۷ کیلومتری شمال شرق استپاناکرت و در کنار جادة شوشی یلواخ – لاچین – نخجوان، ساحل چپ رود گرگر و در دامنه شمال شرقی سلسله کوه‌های قره‌باغ قرار دارد.
قلعه آسکران نیز در ساحل راست و چپ رود قارقار وقع و از سنگ رودخانه ساخته شده است. قلعه ساحل راست دارای برج و دیوارهای دولایه است. ضخامت دیوار ۲ تا ۳ متر است.
اردوی ارتش روسیه تزاری در جنگ اول ایران و روس در نزدیک قلعه بود. مذاکرات صلح میان دو کشور نیز در این قلعه انجام شد. شهرستان آسکران در ۱۹۳۰ تشکیل شده و تا ۱۹۷۸ استپاناکرت نامیده می‌شد.

## جغرافیا
۹۲۰ کیلومترمربع وسعت دارد. یک قصبه کارگری و ۵ روستا دارد. اساسا کوهستانی و در طرف غرب سلسله قره‌باغ کشیده شده است. کوه های بلند آن قیزقالا (۲۸۴۳ متر) و قیرخ قیز (۲۸۲۷متر) است. رودهایش به حوزه‌های کور و ارس می‌ریزند. مهم‌ترین رودخانه آن رود کارکار است.

## آب‌و‌هوا
اقلیمش بیشتر گرم ملایم و در کوه ها سرد است. میانگین دمای ماهانه در ژانویه -۱ تا ۱ درجه و در ژوئیه ۲۲ تا ۲۴ درجه است. بارندگی سالانه ۵۰۰ تا ۷۰۰ میلیمتر است.

## محیط زیست
خاکش قهوه‌ای چمنزاری است. ۴۰٪ اراضی شهرستان را جنگل (بلوط، پسته و ...) پوشانده است.
در کوههای بلند چمنزارهای آلپی وجود دارد.
از حیوانات آن می‌توان خرس، گربه جنگلی، گرگ، روباه، کبک و کبوتر را نام برد.
به‌طور متوسط در هر کیلومتر مربع ۲۱ نفر ساکن هستند. ۹۶٪ اهالی روستایی هستند. مراکز مهم جمعیتی آن باللیجا، نوراگوغ، خرامورت؛ داش بولاق، چاناقچی و خان‌آباد است.
از اراضی این استان، راه های شوسه یولاخ – لاچین- نخجوان، فضولی - آغ‌دره و یولاخ - استپاناکرت می‌گذرند.